# Polycarpa aurata
Polycarpa aurata es una especie de tunicado de la familia Styelidae, orden Stolidobranchia.
Es un invertebrado marino sésil que se alimenta filtrando cientos de litros de agua al día, eliminando así el 95 % de sus bacterias y el fitoplancton. 
Su nombre común es Ascidia dorada. En inglés es golden sea squirt, chorro marino dorado, haciendo alusión al hecho de que si se extrae del agua a estos animales, se contraerán y expulsarán un chorro de agua.

## Morfología
Poseen un sistema nervioso elemental y una capa exterior protectora o túnica, de ahí el nombre de tunicado, compuesta de un tipo de celulosa llamada tunicin. Tiene dos aperturas de color dorado en su túnica, de ahí el nombre de la especie: el sifón branquial, para aspirar el agua, y el sifón atrial, situado lateralmente respecto al primero y en el centro del cuerpo del animal, para expulsarla.
De adultos se fijan fuertemente al sustrato mediante su túnica. Alcanzan los 10 cm.

## Hábitat
Fijándose al sustrato o las rocas, coloniza también las paredes rocosas en zonas de corrientes del arrecife. Su rango de profundidad en entre 3 y 20 m, aunque se reportan localizaciones entre 1 y 571 m.

## Distribución geográfica
Se distribuye ampliamente por el océano Indo-Pacífico, siendo una especie común. Está presente en Australia, Kiribati (isla Caroline), Filipinas, Indonesia, Palaos y Sri Lanka.

## Alimentación
Son principalmente bacterióvoros, aunque también se alimentan de fitoplancton, nauplios de Artemia, infusorios y flagelados, que obtienen filtrando el agua marina.

## Reproducción
Son hermafroditas y , en ocasiones, se autofertilizan internamente. Los gametos  salen por la apertura atrial evolucionando a larvas renacuajo, que metamorfosearán a la forma adulta.

## Galería

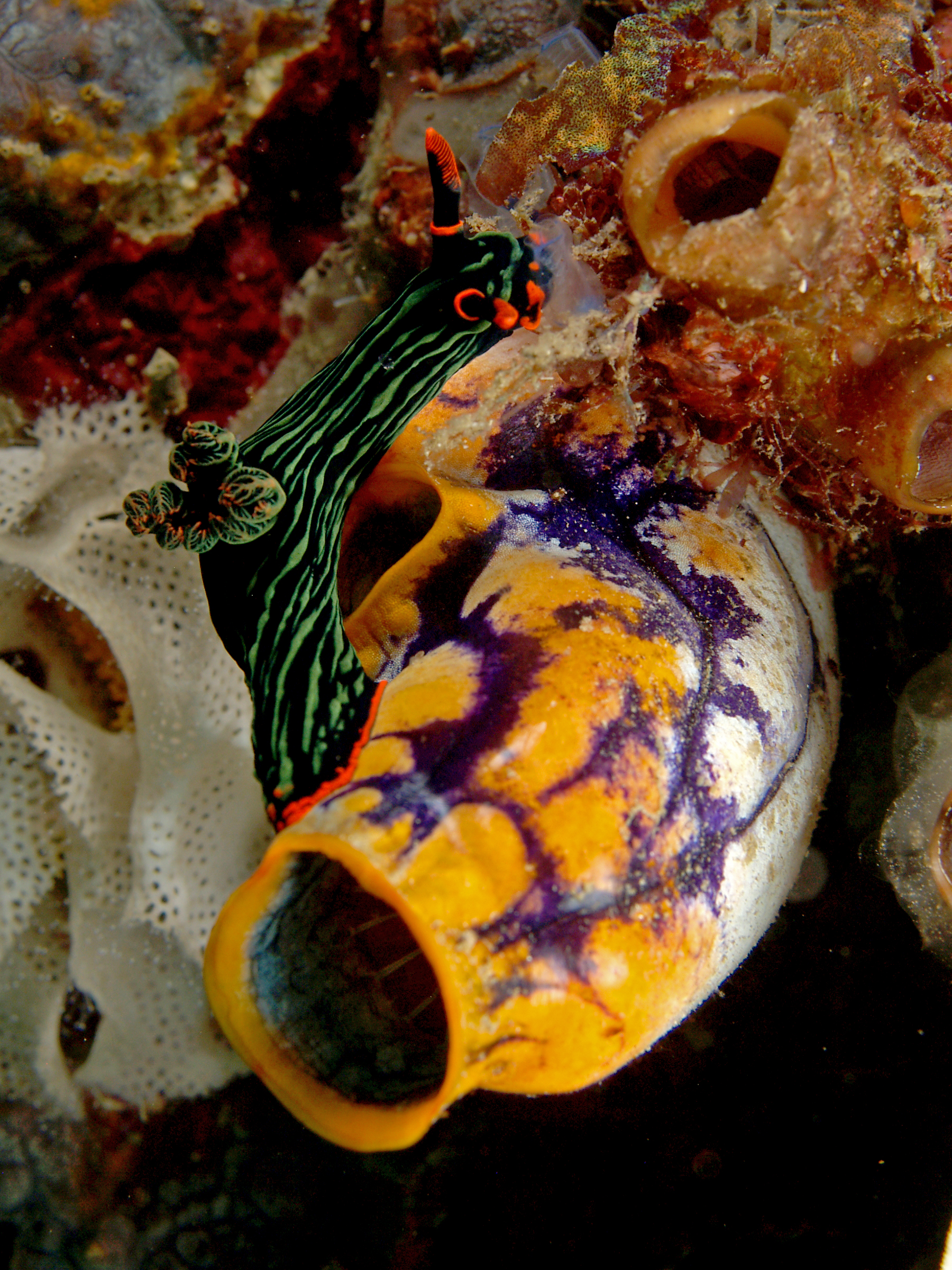
Un nudibranquio Nembrotha kubaryana comiendo en P. aurata
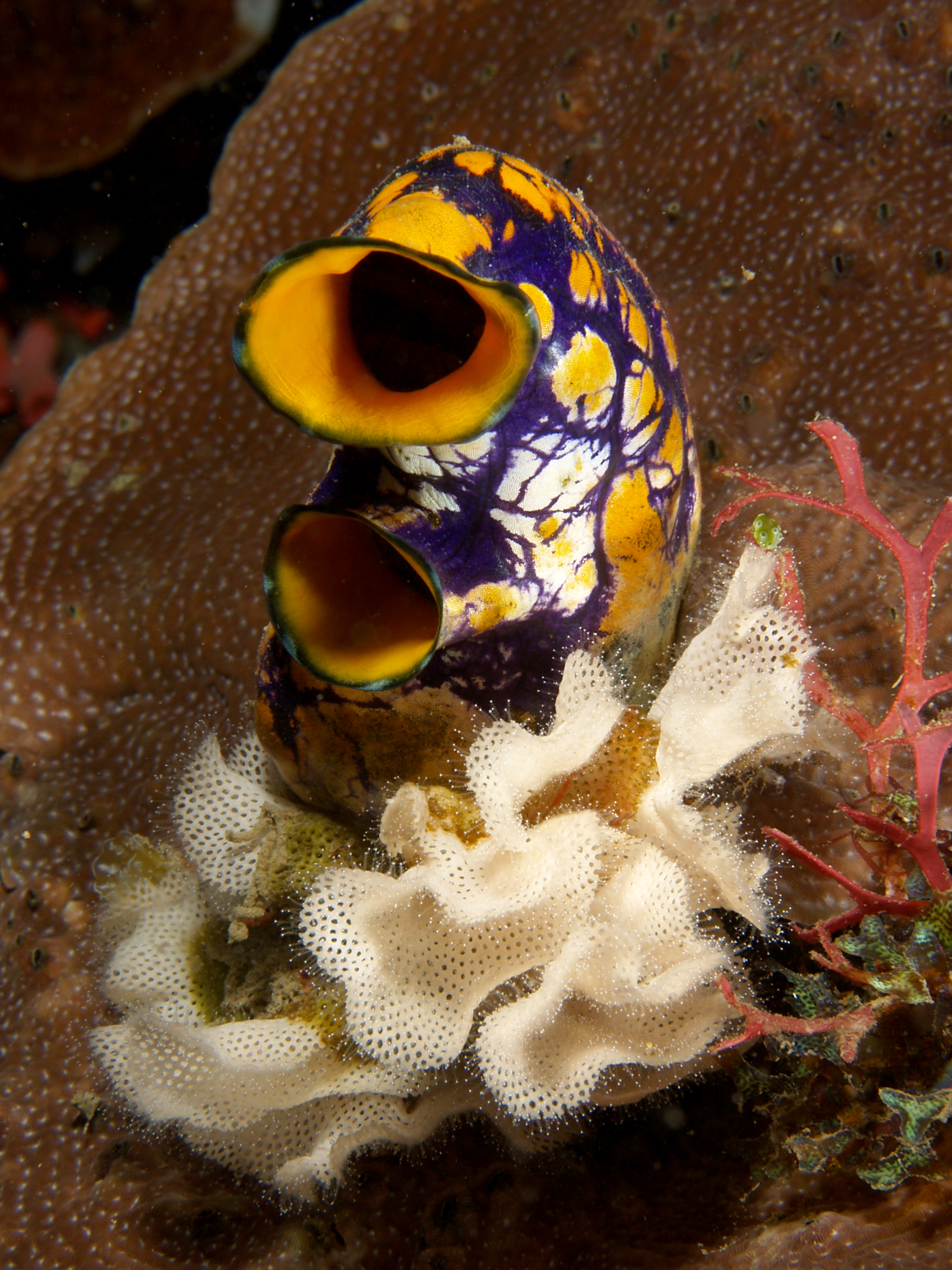
Puesta de huevos de nudibranquio junto P. aurata
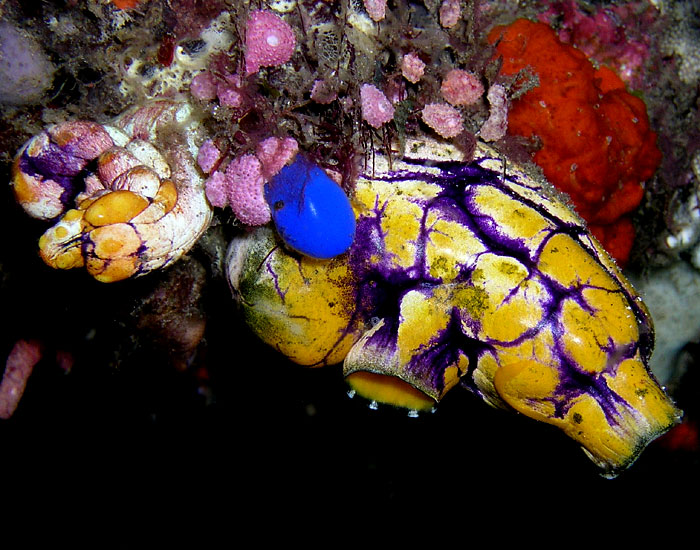
P. aurata en Timor Este
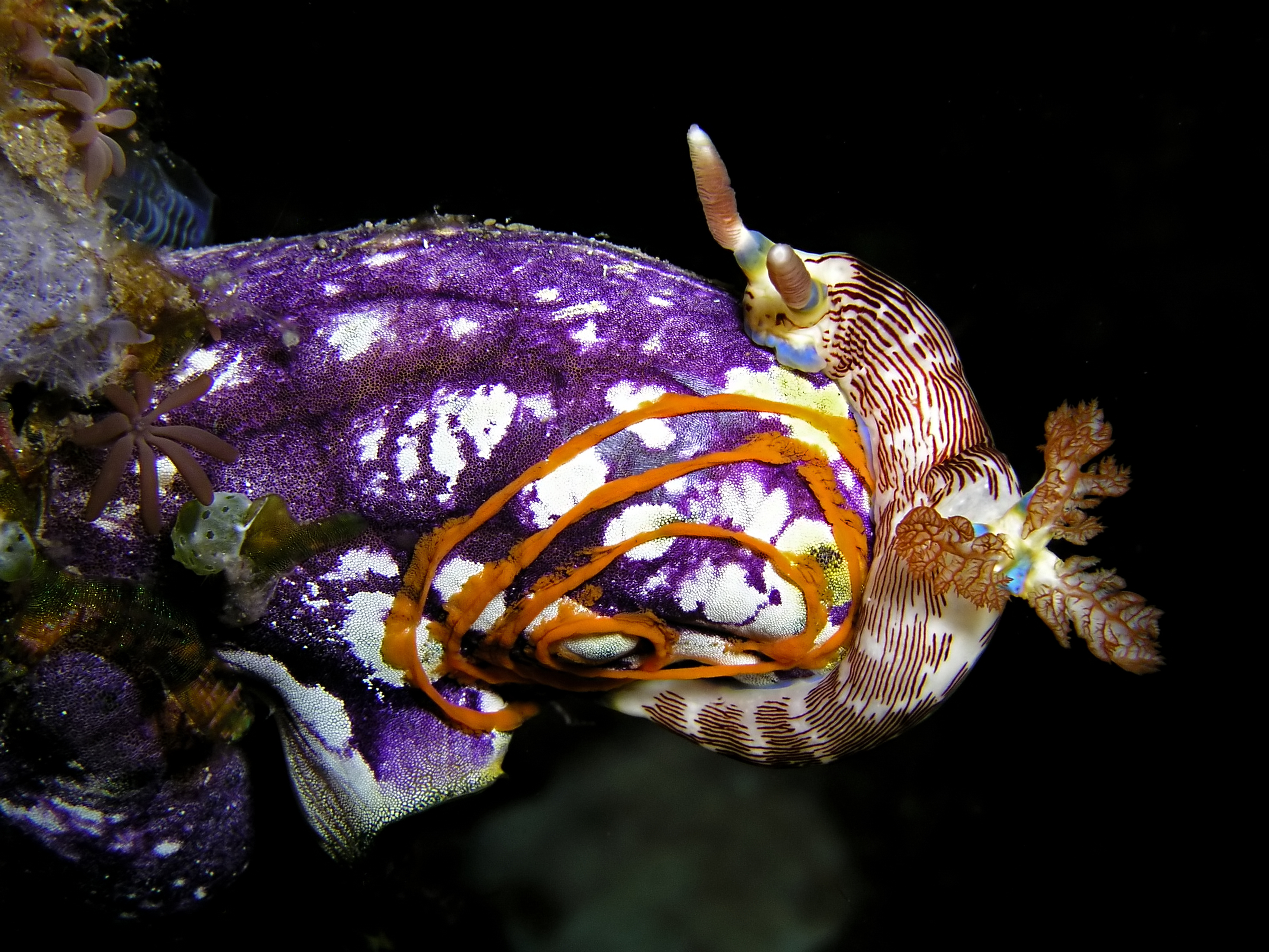
Nudibranquio (Nembrotha lineolata) realizando una puesta de huevos espiral sobre P. aurata
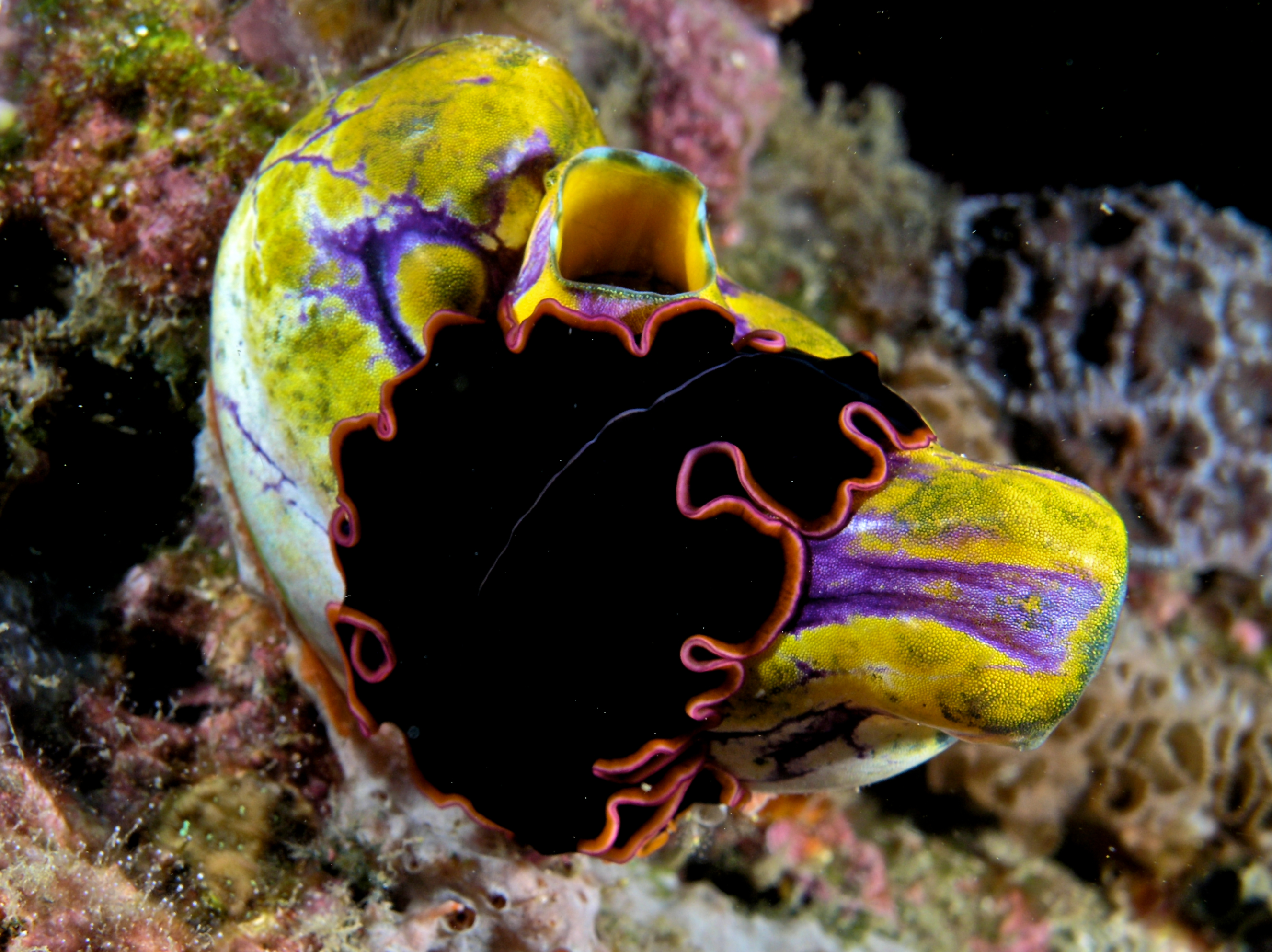
Gusano Pseudobiceros gloriosus en P. aurata
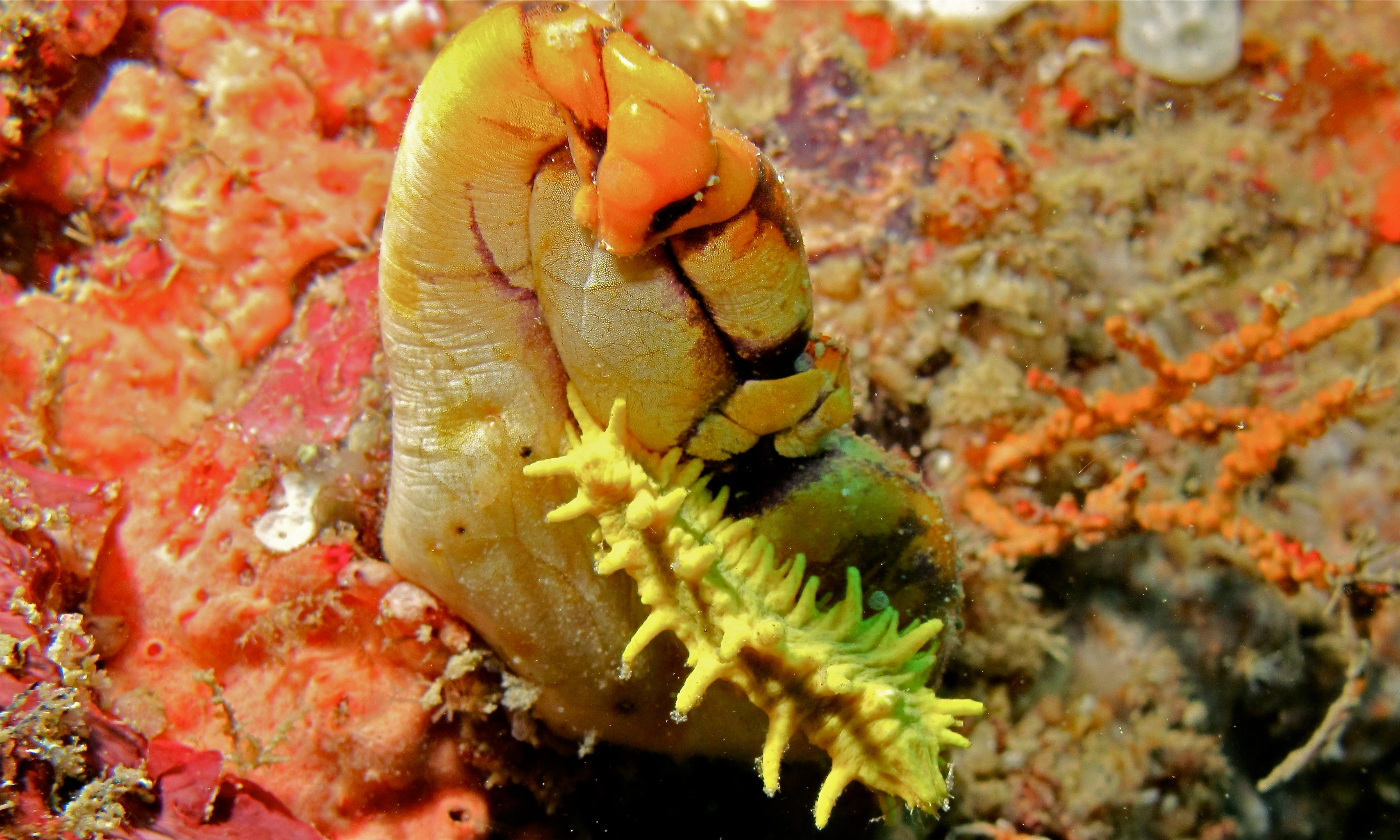
Holoturia Colochirus robustus en P. aurata
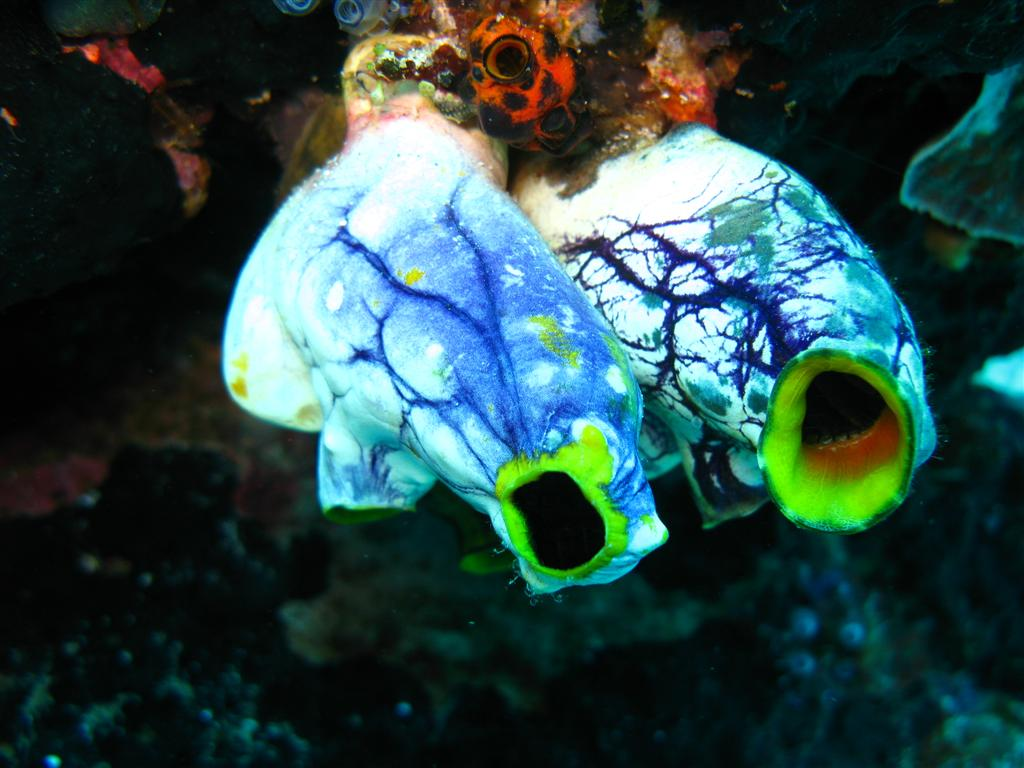
Dos P. aurata en Indonesia